# Natació als Jocs Olímpics d'Estiu de 1928 - 200 metres braça femenins
Els 200 metres braça femenins va ser una de les onze proves de natació que es disputaren als Jocs Olímpics d'Amsterdam de 1928. La competició es disputà del 7 al 9 d'agost de 1928. Hi van prendre part 21 nedadores procedents de 12 països.

## Medallistes
| Or                   | Plata              | Bronze               |
| Hilde Schrader (GER) | Mietje Baron (NED) | Charlotte Mühe (GER) |

## Rècords
Aquests eren els rècords del món i olímpic que hi havia abans de la celebració dels Jocs Olímpics de 1928.
| Rècord del Món | 3:11.2 | Charlotte Mühe | Berlín (GER) | 15 juliol 1928 |
| Rècord Olímpic | 3:27.6 | Agnes Geraghty | París (FRA)  | 16 juliol 1924 |

En la primera sèrie Hilde Schrader establí un nou rècord olímpic amb un temps de 3:11.6 minuts. En la segona semifinal igualà el rècord del món amb 3:11.2 minuts.

## Resultats

### Sèries
Es disputa el dimarts 7 d'agost. Les tres nedadores més ràpides de cada sèrie passaren a semifinals.
Sèrie 1
| Pos. | Nedadora                  | Temps  | Qual. |
| ---- | ------------------------- | ------ | ----- |
| 1    | Hilde Schrader (GER)      | 3:11.6 | QQ OR |
| 2    | Agnes Geraghty (USA)      | 3:18.8 | QQ    |
| 3    | Brita Hazelius (SWE)      | 3:21.6 | QQ    |
| 4    | Cornelia van Gelder (NED) |        |       |
| 5    | Margery Hinton (GBR)      |        |       |
| 6    | Róża Kajzer (POL)         |        |       |

Sèrie 2
| Pos. | Nedadora                | Temps  | Qual. |
| ---- | ----------------------- | ------ | ----- |
| 1    | Charlotte Mühe (GER)    | 3:14.2 | QQ    |
| 2    | Mietje Baron (NED)      | 3:20.2 | QQ    |
| 3    | Margaret Hoffman (USA)  | 3:21.6 | QQ    |
| 4    | Hedwig Bienenfeld (AUT) |        |       |
| 5    | Dora Gibbs (GBR)        |        |       |
| 6    | Virginie Rausch (LUX)   |        |       |

Sèrie 3
| Pos. | Nedadora                  | Temps  | Qual. |
| ---- | ------------------------- | ------ | ----- |
| 1    | Else Jacobsen (DEN)       | 3:17.6 | QQ    |
| 2    | Elfriede Zimmermann (GER) | 3:18.6 | QQ    |
| 3    | Marianne Gustafsson (SWE) | 3:27.0 | QQ    |
| 4    | Dorothy Prior (CAN)       |        |       |
| 5    | Mabel Hamblen (GBR)       |        |       |

Sèrie 4
| Pos. | Nedadora                    | Temps  | Qual. |
| ---- | --------------------------- | ------ | ----- |
| 1    | Margaretha van Norden (NED) | 3:27.2 | QQ    |
| 2    | Jane Fauntz (USA)           | 3:29.0 | QQ    |
| 3    | Doris Thompson (AUS)        | 3:33.6 | QQ    |
| 4    | Alice Stoffel (FRA)         |        |       |

### Semifinals
Es disputa el dimecres 8 d'agost de 1928. Les tres nedadores més ràpides de cada sèrie passen a la final.
Semifinal 1
| Pos. | Nedadora                  | Temps  | Qual. |
| ---- | ------------------------- | ------ | ----- |
| 1    | Mietje Baron (NED)        | 3:15.4 | QF    |
| 2    | Charlotte Mühe (GER)      | 3:16.8 | QF    |
| 2    | Else Jacobsen (DEN)       | 3:16.8 | QF    |
| 4    | Agnes Geraghty (USA)      |        |       |
| 5    | Elfriede Zimmermann (GER) |        |       |
| 6    | Marianne Gustafsson (SWE) |        |       |

Semifinal 2
| Pos. | Nedadora                    | Temps  | Qual.  |
| ---- | --------------------------- | ------ | ------ |
| 1    | Hilde Schrader (GER)        | 3:11.2 | QF =WR |
| 2    | Brita Hazelius (SWE)        | 3:21.4 | QF     |
| 3    | Margaret Hoffman (USA)      | 3:22.4 | QF     |
| 4    | Margaretha van Norden (NED) |        |        |
| 5    | Doris Thompson (AUS)        |        |        |
| 6    | Jane Fauntz (USA)           |        |        |

### Final
Es disputa el dijous 9 d'agost de 1928.
| Pos. | Nedadora               | Temps  |
| ---- | ---------------------- | ------ |
| 1    | Hilde Schrader (GER)   | 3:12.6 |
| 2    | Mietje Baron (NED)     | 3:15.2 |
| 3    | Charlotte Mühe (GER)   | 3:17.6 |
| 4    | Else Jacobsen (DEN)    | 3:19.0 |
| 5    | Margaret Hoffman (USA) | 3:19.2 |
| 6    | Brita Hazelius (SWE)   | 3:23.0 |